# Бабкино (Нижегородская область)
Ба́бкино — деревня в Вачском районе Нижегородской области. Ранее входила в состав Епифановского сельсовета, с 2014 года входит в состав Арефинского сельсовета.
Деревня располагается у границы с Сосновским районом, рядом с населёнными пунктами Богданово, Меледино, Леонтьево, Филюково, Каргашино, Колпенское.

## История
Происхождение названия деревни доподлинно неизвестно.
Существует как минимум две версии: либо название происходит от фамилии Бабкин, либо от поместья, переданного по наследству от бабки внукам.
Изначальная история Бабкино уходит вглубь веков. Сегодня уже невозможно найти подтверждающих это письменных источников, но в начале XVII века Бабкино было вотчиной князей Болховских.
В Нижегородском уезде землевладение Болховских фиксируется с конца XVI века. Известен Дмитирий Иванович Болховской — воевода в Алатыре. Он владел двумя поместными жеребьями пустоши Княжья Тарка Березопольского стана. В начале XVII века, в Смуту, Болховские сражались на стороне царя Василия Шуйского. Россию в эти годы охватила Смута с её жестокой борьбой за власть, самозванщиной, голодом и разореньями. В те годы Бабкино, как и Панино, Каргашино, Золино, входило в состав Матюшевской волости Березопольского стана. Березополье и Павловский край тогда оказались в самой гуще многих трагических событий. Тогда князю Роману Федоровичу Болховскому было пожаловано Бабкино «за прямую службу и кровь явственную».
В описании Павловской пятины 1722—1723 годов в состав прихода с. Колпенское, церкви во имя Живоначальной Троицы (причт из двух священников и диакона) пахотной церковной земли 60 десятин в 3-х полях входили деревни Кипрово, Скришцово, Вертево, Мочалово, Валтырево и Бабкино. В приходе было 6 помещичьих усадеб, а также 1 драгунская и 3 шляхетских.
В 1795 году Бабкино, вотчина князя Сергея Борисовича Болховского, было отдано как приданое за дочерью С. Б. Болховского княжною Надеждой Сергеевной генералу Ермолаю Великопольскому, владельцу села Чукавино Тверской губернии. Так в Бабкино, среди прочих фамилий, появились Чукавины «чукавый» (новгородкое- сметливый, догадливый). В 1801 году Бабкино было передано в наследство дочке Ермолая Ивановича и Надежды Сергеевны — Фавсте Ермолаевне (по мужу Нератова). Фавста — сестра жены Н. И. Лобачевского. Нератов Иван Александрович — генерал, командир Ижевского оружейного завода. Постоянно Нератовы проживали в имении Чистопольского уезда Казанской губернии, а в Бабкине был управляющий.
Деревня в два порядка с тремя колодцами (Княжной, Елоховый, на Мустиной горе) и прудом находилась на пригорке и условно делилась на три части: низ, середина, на горе. И когда интересовались кем-то, где он живёт, говорили, что «на горе» или «на низу». Почти со всех сторон деревню окружают рощи и кустарниковые массивы: Роща, Занога, Коровашек, Попова гора, Тренино, Рязово, Сосна, Дуброво и другие. Из имеющихся там родников вода собирается в небольшие речушки, которые охватывают деревню с трёх сторон и собираются в одну речку Кишму, берущую начало у села Колпенское и текущую мимо Бабкина в сторону Богданова и далее к Ворсме, а затем вливается в Оку, которая через 70 километров соединяется с Волгой. В ней часто ребятня ловила гольцов на уху. Вдоль этих речушек располагались заливные луга, где заготавливалось сено для общественного скота, а часть его распределялась между колхозниками в зависимости от заработанных каждым из них трудодней. В бывшем барском доме на горе функционировала начальная школа, а для получения неполного среднего образования ученики ходили мимо пруда в Мелединскую гору, через поле и луг за полтора километра в Мелединскую семилетнюю школу. Для получения среднего образования ходили через Заногу и Каргашино в село Панино, расположенное в шести километрах от Бабкина, в Панинскую десятилетнюю школу.
В деревне жили большей частью староверы — Кузнецовы, Чанновы (кроме Ефима Павловича и Мороза), Викторовы, Соловьёвы, Кольцовы, Зуевы. Причем они относились к беспоповской вере Поморского согласия (у них вместо церквей были в основном молельные дома). И только одна изо всей деревни Горина Анна Николаевна (Миколавна) ходила молиться за 12 км. в с. Федурино, где была ближайшая староверская церковь. К обычным православным, так называемым «Мирским», которые ходили в Колпенскую, а затем, когда её в 30-е годы XX века разрушили, в Арефинскую церковь, относились Беловы, Каревы, Пашины, Чукавины. Кладбища в Бабкине не было, хоронили около с. Колпенское (1,5 км от Бабкина) ближе к Бабкину староверов, а через овраг ближе к церкви православных. В Бабкине организовал кладбище Федор Михайлович Кузнецов в мае 1917 года, похоронив там своего ребёнка Артемия. Позднее, когда разрушили Колпенскую церковь, православные тоже стали хоронить в Бабкине на этом же кладбище, но только в той его части, которая направлена в сторону д. Богданово.
Основным занятием жителей всегда было земледелие, которое велось, до революции 1917 года, единоличными хозяйствами.
Кроме земледелия, жители Бабкина занимались металлообработкой, присаживали ножи и вилки.
К концу XVIII века Бабкино входило в Горбатовский уезд и находилось в 49 верстах от города Горбатова. В деревне было 23 двора, в которых проживало 186 человек, в том числе 91 мужчина и 95 женщин. Перед революцией в Бабкине жило 80 семей, в шестидесяти из которых имелись лошади, остальные были «безлошадными». Позднее количество домов увеличилось до 92, в том числе на первом порядке 43 и на втором 49 домов (смотри ниже).
Коллективизация началась в начале 1930-х годов. Колхоз был организован в 1934 году.
Сначала в него вошло только двенадцать хозяйств.
Полностью все хозяйства вошли в него к 1938 году.
Первым председателем колхоза был местный житель Иван Васильевич Чукавин (Ваняв).
В 1935 году в деревне появилась артель «Искра», в которую вошли кустари, работавшие ранее на дому. Организатором и председателем этой артели стал Григорий Федорович Кузнецов.
Просуществовали две этих структуры самостоятельно недолго — в 1936 году на базе колхоза и артели был создан Бабкинский промколхоз, который возглавил и руководил им, а затем «чистым» колхозом до 1951 года Осип Иванович Чаннов.

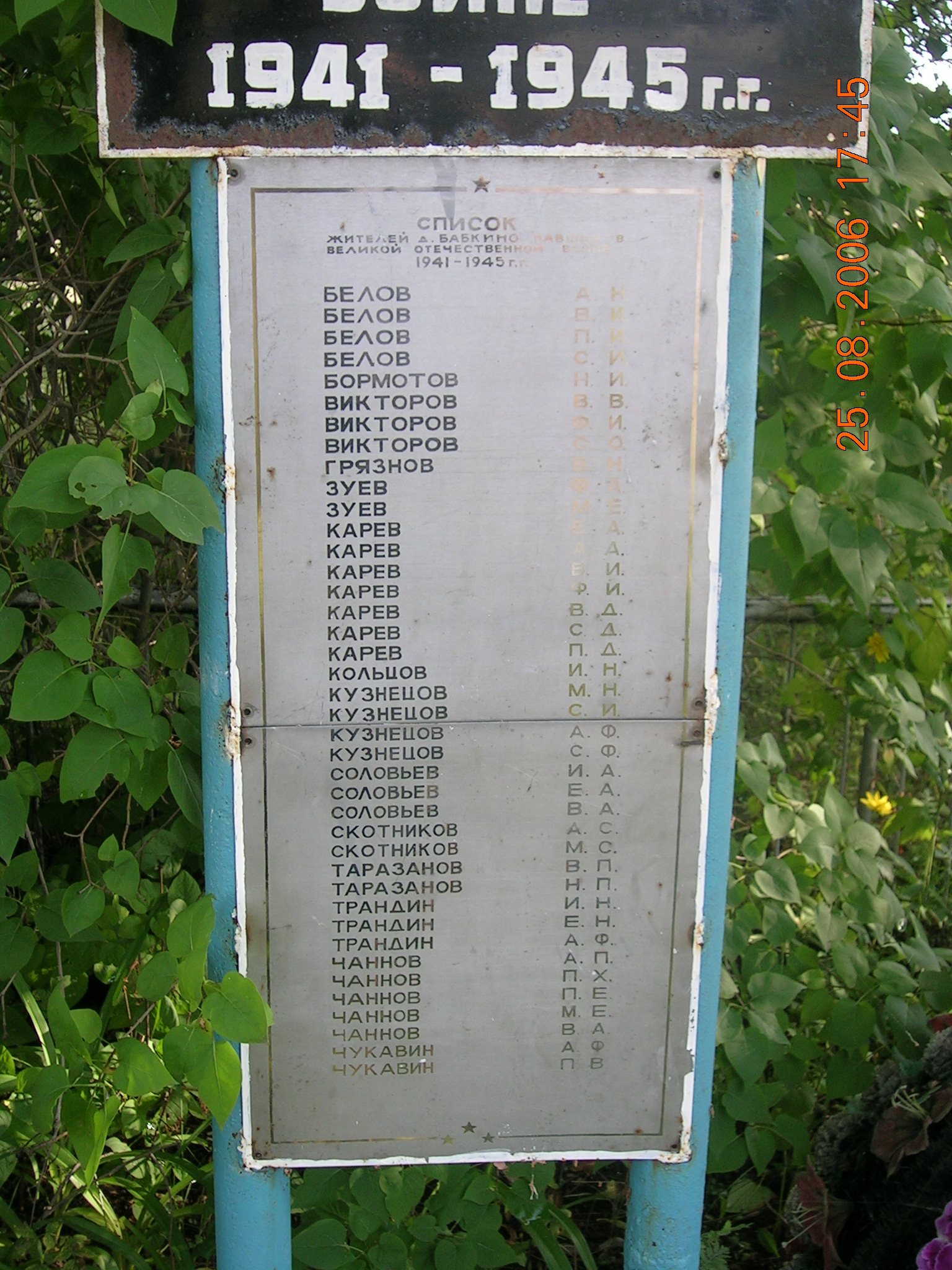
Памятник погибшим в Великой Отечественной войне жителям деревни.

Когда началась Великая Отечественная война и много мужчин ушло на фронт, сорок из них погибло, производство закрыли, материальные ценности передали Сергеевской промартели, оставив в деревне вновь только «чистый» колхоз. В нём были три полеводческие бригады, одна животноводческая ферма (конный двор), расположенная на лугу недалеко от пруда. На ферме содержались крупный рогатый скот, овцы, свиньи, куры и гуси, лошади. На полях выращивали рожь, пшеницу, ячмень, овес, просо, горох, вику, чечевицу, картофель, морковь, лук, свеклу, капусту, помидоры, клевер, люцерну, лен. На Мустиной горе располагался яблоневый сад.
В годы войны в колхозе работали, в основном, женщины и подростки, вместо лошадей, мобилизованных на фронт, использовали быков. Все работы выполнялись вручную. Жатву зерновых культур осуществляли срезанием серпом всего растения под корень, увязыванием их в снопы и укладкой в поле крестами — стойками для досушивания и дозревания с последующим транспортированием на расчищенную от травы и утрамбованную площадку — гумно. Оно было образовано за деревней на лугу вдоль дороги на Рязово. Там снопы подавали в механическую молотилку и обмолачивали их, складируя солому в большие скирды — омёты, а зерно отвозили в склады — амбары на конный двор. Вся деятельность, как колхозная, так и индивидуальная, была направлена в помощь фронту.
В 1951 году Бабкинский, Сергеевский и Епифановский колхозы объединились в один колхоз имени Жданова с центром в селе Епифанове. Бабкино стало рядовой бригадой, которую возглавил Николай Иванович Хлопков.
После образования в 1959 году совхоза «Арефинский», занявшего значительную часть района, укрупнённый Епифановский колхоз влился в него.
Центральная усадьба совхоза и центры его отделений получили дальнейшее развитие, а Бабкино попало в разряд неперспективных деревень. Впоследствии животноводческую ферму ликвидировали, начальную школу и магазин закрыли, хлеб и продукты стали привозить из Медоварцева, телефонная связь была нарушена. Жители стали переезжать на центральную усадьбу в село Арефино, где широко развернулось жилищное строительство, в Павлово и другие города и села.
К 1990 году в Бабкине осталось всего 10 семей (16 человек), а с 2001 года в деревне населения нет.

## Источник
1. Всероссийская перепись населения 2010 года. Численность и размещение населения Нижегородской области. Проверено 30 июля 2014. Архивировано из первоисточника 30 июля 2014.
2. Населённые пункты Вачского и Сосновского районов.
3. «Вачская газета» 19 октября 1994 г. В. Карева — пенсионер, З. Щитова — зам. главы администрации Епифановского сельсовета.
4. Список избирателей Бабкина на 1930—1931 г.г.
5. Домовая книга Бабкина 1955—1957 г.г.